# کلاس هورن
کلاس هورن (انگلیسی: Klas Horn؛ ۱۵۱۷ – ۹ سپتامبر ۱۵۶۶) نجیب‌زاده و دریاسالار نیروی دریایی سوئد که برای سوئد در جنگ هفت‌ساله شمالی (۱۵۶۳–۱۵۷۰) جنگید.
وی در جنگ‌های متعددی همچون جنگ با نیروی دریای دانمارک و فتح شهر روال (تالین کنونی) حضور داشت، در ژوئن ۱۵۶۱ سربازانش موفق به تسخیر قلعه تومپئا شدند تا این منطقه تحت سلطه پادشاهی سوئد قرار بگیرد.